# Epsilonema cygnoides
Epsilonema cygnoides är en rundmaskart som först beskrevs av Ilya Ilyich Mechnikov 1867.  Epsilonema cygnoides ingår i släktet Epsilonema och familjen Epsilonematidae. Arten är reproducerande i Sverige. Inga underarter finns listade i Catalogue of Life.